# Nattvardstjänare
Nattvardstjänare är en befattning i en svensk frikyrkoförsamling, för den person som delar ut bröd och vin vid det kristna nattvardsfirandet.
Många församlingar utser en grupp nattvardstjänare vid sitt årsmöte, men det är också möjligt att tjänstgöra som nattvardstjänare vid ett enskilt tillfälle.
I romersk-katolska kyrkan och Svenska kyrkan kan lekmän biträda prästen vid nattvardsutdetlandet och kallas då kommunionutdelare.